# Inner Rothorn
Inner Rothorn är en bergstopp i Schweiz.   Den ligger i distriktet Visp och kantonen Valais, i den södra delen av landet, 100 km söder om huvudstaden Bern. Toppen på Inner Rothorn är 3 455 meter över havet, eller 82 meter över den omgivande terrängen. Bredden vid basen är 0,55 km.
Terrängen runt Inner Rothorn är huvudsakligen mycket bergig. Närmaste större samhälle är Visp, 16,3 km nordväst om Inner Rothorn. 
Trakten runt Inner Rothorn består i huvudsak av gräsmarker. Trakten runt Inner Rothorn är nära nog obefolkad, med mindre än två invånare per kvadratkilometer.